# Regió de Njombe
Njombe és una de les trenta regions administratives en les quals està dividida la República Unida de Tanzània. Va ser creada l'any 2012.
La seva principal població és la ciutat de Njombe.

## Districtes
Aquesta regió es troba subdividida internament en quatre districtes:
- Ludewa
- Makete
- Districte de Njombe
- Wanging'ombe

## Territori i població
La regió de Njombe té una extensió de territori que abasta una superfície de 21,347 quilòmetres quadrats. Aquesta regió administrativa té una població de 702,097 persones. La densitat poblacional és de 33 habitants per cada quilòmetre quadrat de la regió.